# Культура Марокко
Культура Марокко богата и разнопланова в силу многоэтничности страны и её насыщенной истории. На протяжении истории Марокко, многие народы внесли свой вклад в формирование культуры страны — помимо коренного населения (берберов), своё привнесли в неё и с востока (финикийцы, арабы), и с юга (народы, обитавшие к югу от Сахары), и с севера (римляне, вандалы, андалузцы). В культуре Марокко оставили свой след многие конфессии — язычество, иудаизм, христианство и ислам.
Каждый регион Марокко имеет свои уникальные черты национальной культуры. Сохранение культурного наследия и защита его разнообразия является одним из приоритетов политики страны.

## Традиции и обычаи

### Праздники
Удобно разделять марокканские праздники на три группы:
- праздники национальные, имеющие фиксированную дату;
- праздники религиозные, дата которых меняется ежегодно и зависит от лунного календаря;
- праздники региональные

| Дата       | Название                                                                  |
| ---------- | ------------------------------------------------------------------------- |
| 1 января   | европейский Новый год                                                     |
| 11 января  | День провозглашения независимости                                         |
| 1 мая      | праздник труда                                                            |
| 23 мая     | национальный праздник                                                     |
| 30 июля    | праздник Трона                                                            |
| 20 августа | День революции                                                            |
| 21 августа | праздник молодёжи                                                         |
| 6 ноября   | памятный день Зелёного марша                                              |
| 18 ноября  | День независимости — годовщина возвращения из изгнания короля Мохаммеда V |

| Название                        |
| ------------------------------- |
| Мусульманский Новый год         |
| День рождения пророка Мохаммеда |
| Окончание Рамадана              |
| Праздник жертвоприношения       |

| Название                                                        |
| --------------------------------------------------------------- |
| Цветения миндального дерева — Тафраут (Tafraout) — февраль      |
| Роз — Эль Кела М’Гуна (El Kelaa M’Gouna) — май                  |
| восковых свечей — Сале (Sale) — май                             |
| Меда — Иммузер (Immouzzer) — май                                |
| Пустынной симфонии — Уарзазате (Ouarzazate) — июнь              |
| (Фестиваль) музыки ГАНУА — Эс-сувейра (Essaouira) — июнь        |
| Вишни — Сефру (Sefrou) — июнь                                   |
| (Фестиваль) Популярного искусства — Марракеш (Marrakesh) — июнь |
| Верблюдов — Гуэльмим (Guelmim) — июль                           |
| Лошадей — Тисса, Фес (Tissa, Fez) — сентябрь                    |
| Фиников — Эрфуд (Erfoud) — октябрь                              |
| (Фестиваль) Священной Музыки — Фес (Fez) — июнь                 |
| (Фестиваль) Агадирa — Агадир (Agadir) — декабрь                 |

### Кухня
Марокканская кухня сформировалась под влиянием берберских, мавританских и арабских кулинарных традиций. Известна такими блюдами, как кускус, пастилла и другими. Популярностью пользуются восточные сладости — халва и другие. Кухни соседних стран также влияют на кулинарные традиции страны.

### Традиционная одежда
Традиционная одежда всё ещё широко распространена, наряду с общеевропейской.
Основой традиционной марокканской одежды для мужчин и женщин является джеллаба (англ. جلابة): длинное, свободное одеяние с остроконечным капюшоном (что оличает её от других подобных предметов одежды, вроде дишдаши, галабеи и кафтана) и с пышными рукавами, доходящее до лодыжек. В зависимости от погоды джеллабы изготовляются из хлопка или шерсти. Джеллабы большинства женщин ярко окрашены (как правило, белого, синего или серого цветов, а также в полоску) и украшены декоративными узорами, шитьём или украшениями из бисера, в то время как мужские джеллабы, как правило, нейтральных цветов, чаще всего белые. Мужские джеллабы одеваются поверх нижней рубахи (как и с рукавами, так и без них) или общеевропейской одежды. По праздникам мужчины с севера Марокко носят полосатые джеллабы из плотного шёлка. На юге Марокко вместо джеллабы распространена дераа — длинная и закрытая хлопковая рубаха голубого цвета. Дераа обладает глухим воротом, спереди присутствует большой карман, украшающийся вышивкой. В Рифском нагорье распространены короткие дераа, опоясываемые кожаным ремнём. Верхней одеждой служит плащ-бурнус. Головным убором служит чалма шеш белого или синего цвета, оборачиваемая вокруг головы и шеи, таким образом хорошо защищая от солнца и песчаных бурь. В особых случаях мужчины также носят феску/тарбуш (фр. bernousse, tarbouche, араб. طربوش‎) — красную шапку, оканчивающуюся кистью. Своеобразную одежду носят продавцы воды, которых можно встретить на улицах многих крупных городов — короткая джеллаба, опоясанная несколькими кожаными поясами, и щирокополая соломенная шляпа поверх такии, обладающая бахромой, защищающей от насекомых.
Женщины носят также кафтаны (араб. قفطان‎), украшенные орнаментами, в старину их также носили и мужчины. Женский кафтан долгополый, обладает очень широкими рукавами и застёгивается на многочисленные пуговицы из шёлковой тесьмы. Кафтан надевается поверх киша — нижней хлопчатобумажной рубахи и свободных и широких шаровар чуть ниже колен. Женским головным убором служит чадра, хотя множество марокканок в наше время не следуют исламскому дресс-коду. Также распространённой женской одеждой является хаик — белое или чёрное полотно (также известное в Алжире под тем же названием или в Тунисе под названием сэфсэри), изготовляемое из хлопчатобумажных или шерстяных тканей. Манер ношения хаика различается в зависимости от конкретной области, в наше время его также носят и поверх общеевропейской одежды. Берберки, в отличие от арабок, редко закрывают лицо.
Особенно сильно привязаны к традиционной одежде женщины, несмотря на то, что изготовление такой одежды сравнительно дорого, так как большая часть работы делается вручную. Большинство марокканских женщин ежегодно приобретает как минимум один новый кафтан или такчиту для того, чтобы надеть их на важные мероприятия (религиозный праздник или свадьбу). Согласно неписаному правилу, на такие мероприятия следует надевать традиционную марокканскую одежду. Кафтан невесты изготавливается из парчи и богато украшаются.
В качестве обуви почти все мужчины, и большинство женщин, носят бальгха (араб. بلغه‎), они же бабуши (фр. babouches) — мягкие кожаные тапочки без каблука, часто жёлтого цвета. Женщины также носят сандалии на высоком каблуке, часто с серебряной или золотой мишурой.

## Архитектура
Наиболее распространенным типом домостроения в Марокко является Дар, по которому в основном строились дома в «Медине» (городском районе, окружённом стеной). Большинство марокканских домов выстроено в стиле Дар аль-Ислам, соответствующему традиционному укладу жизни мусульман.. Экстерьеры домов этого стиля, как правило, лишены украшений и окон, за исключением небольших отверстий возле лестниц и служебных помещений, которые обеспечивают свет и вентиляцию. Здания в стиле Дар обычно имеют толстые, высокие стены для защиты жителей дома. Для арабской культуры в целом характерно, что экстерьер символизирует место для работы, а интерьер — убежище.
Согласно канонам исламской архитектуры, здания в стиле Дар располагаются вокруг небольшого открытого патио, окружённого очень высокими толстыми стенами, которые скрывают прямые солнечные лучи и спасают от жары. Трёхарочные портики обычно ведут в симметрично расположенные комнаты — 2 или 4. Комнаты должны быть длинными и узкими, вытянутыми по вертикали, поскольку в строительстве в Марокко обычно используются балки длиной менее тринадцати футов (3,9 метра).
При входе в дом в стиле Дар, гости двигаются через зигзагообразный проход к центральному дворику. Проход завершается лестницей, ведущей наверх в специальную зону для приёма гостей, которая называется dormiria — как правило, это самая богато убранная комната в доме, украшенная декоративной кладкой, расписной мебелью, грудами вышитых подушек и ковров. В домах богатых семей бывает и вторая dormiria. Служебные помещения и лестницы всегда расположены по углам зданий.

## Музыка
В Марокко представлены как традиционные направления музыки (берберская народная музыка, шааби, гнауа, малхун, суфийская музыка и другие), так и современные, такие как рок-музыка и поп-музыка.
Большое внимание уделяется также классической музыке, в стране имеется 27 консерваторий.

## Кинематограф
В 1944 был создан «Марокканский кинематографический центр» — правительственный орган для по организации и управления национальной кинематографией.
Первый художественный фильм марокканского режиссёра Мохаммеда Усфура «Проклятый сын» был снят в 1958 году, а в 1968 в Танжере состоялся первый средиземноморский кинофестиваль; Средиземноморский кинофестиваль в новом формате проводится в Тетуане.
Первый национальный кинофестиваль в Марокко прошёл в Рабате в 1982, а в 2001 г. международный кинофестиваль состоялся в Марракеше.

## Современное искусство
Современное искусство в Марокко находится в процессе становления. В 1990-х — 2000-х гг. в ряде марокканских городов прошли мероприятия по распространению современного изобразительного искусства: L’Appartement 22 и Radioapartment 22 в Рабате, Синематека де Танжер в Танжере, La Source Du Lion в Касабланке, Дар аль-Мамун, Ярмарка искусств и биеннале в Марракеше.
В Марокко также работает несколько художественных галерей, где представлено современное искусство, таких как Galerie Villa Delaporte, Atelier 21, Galerie Matisse и Galerie FJ.
Современные марокканские художники выставляют свои работы на международных выставках, таких как «Африка Ремикс» (2004) и «Шероховатая география» (2010), а также участвуют в крупнейшем художественном форуме современного африканского искусства — Дакарской биеннале.
Среди современных марокканских художников наиболее известны Мунир Фатми, Латифа Эшакш, Мохамед Эль-Баз, Бухра Халили, Маджида Каттари, Мехди-Жорж Лалу и Юнес Баба-Али.
Марокканские художники с 1990-х годов предприняли ряд инициатив для развития рынка современного искусства в стране. Например, в 1995 году Хасан Дарси создал художественную студию La Source Du Lion для поддержки национальных художников, а Ито Баррада в 2006 году основала Синематеку в Танжере для содействия развитию марокканской кинематографии. Известна группа марокканских художников под названием «Collectif 212» (Амина Банбушта, Хасан Эшер, Джамиля Ламрани, Сафаа Эрруа и Юнес Рахмун).
Марокканские художники Батул Шим и Карим Рафи приняли участие в проекте «Работа для перемен», проходившем в рамках Венецианской биеннале 2011 года.

## СМИ
Государственная телерадиокомпания — SNRT (Société nationale de radiodiffusion et de télévision — «Национальная корпорация радиовещания и телевидения»), создана 15 февраля 1928 года как Radio Maroc, с 22 октября 1966 года как Radiodiffusion Marocaine.
Включает в себя радиостанции:
Radio Marocaine (запущена 15 февраля 1928 года),
Radio Amazigh (радиостанция для берберов на берберских языках),
Casa FM (запущена в 1984 году),
Radio Mohammed VI du Saint Coran (запущена 16 октября 2004 года),
Chaîne Inter (запущена 23 марта 2009 года, вещает на арабском, французском, английском и испанском языках),
региональные радиостанции;
телеканалы: Al Aoula (запущен 3 марта 1962 года как TVM, современное название с 2007 года),
Laayoune TV (запущен 6 ноября 2004 года, вещает в Западной Сахаре),
Al maghribia (запущен 18 ноября 2004 года, вещает на арабском, берберском, французском и испанском языках),
Assadissa (запущен 3 ноября 2005 года, религиозные телеканал, вещает на арабском, французском и одном из берберском языков),
Arryadia (запущен 16 сентября 2006 года), Aflam TV (запущен 31 мая 2008 года, вещает на арабском, берберском и французском языках),
Tamazight TV (запущен 6 января 2010 года, вещает на одном из берберских языков).
Оператор эфирного телевидения — Tdm (Télédiffusion Multimedia Du Maroc).
Контроль за соблюдением законов о СМИ осуществляет Высший совет аудиовизуальной коммуникации (Conseil supérieur de la communication audiovisuelle) (до 2012 года — Верховное управление аудиовизуальной коммуникации (Haute Autorité de la communication audiovisuelle)), назначаемый Королём, Премьер-Министром, Председателем Палаты Депутатов и Председателем Палаты Советников.

## Спорт
Категория:Спорт в Марокко
Футбол: см. Сборная Марокко по футболу (первая африканская сборная, дошедшая на чемпионате мира по футболу до стадии полуфинала (2022))